# Cratere Poincaré
Poincaré è un grande cratere lunare di 345,99 km situato nella parte sud-occidentale della faccia nascosta della Luna.